# آنوشا مهدیان
آنوشا مهدیان (زاده ۷ آذر ۱۳۸۲ در اصفهان) شطرنج‌باز ایرانی و عضو تیم ملی شطرنج ایران است، که دارای عنوان استاد فیده زنان می‌باشد. وی در سال ۱۳۹۷، قهرمان شطرنج بانوان ایران شد.

## افتخارات
- عضو تیم ملی جمهوری اسلامی ایران در چهل و چهارمین دوره المپیاد جهانی شطرنج در چنای هندوستان[۵]
- نائب قهرمان مسابقات قهرمانی بانوان کشور درسال ۱۴۰۰ و عضویت در تیم ملی کشور
- نائب قهرمان مسابقات قهرمانی بانوان کشور درسال ۱۳۹۸ و عضویت در تیم ملی کشور
- مقام سوم مسابقات قهرمانی نوجوانان جهان رده سنی زیر ۱۶ سال ۲۰۱۹
- مقام سوم مسابقات زون ۳/۱ آسیا در سال ۱۳۹۸
- قهرمان مسابقات قهرمانی بانوان کشور سال ۱۳۹۷ و عضویت در تیم ملی کشور
- نائب قهرمان کشور در رده سنی زیر۱۶سال ۱۳۹۷
- مقام سوم مسابقات قهرمانی کشور رده زیر ۲۰ سال۱۳۹۷
- مقام سوم تیمی المپیاد جهانی شطرنج سال ۲۰۱۸
- نائب قهرمان کشور رده زیر ۲۰ سال کشور ۱۳۹۶
- قهرمان کشور در رده سنی زیر ۱۶ سال ۱۳۹۶
- نائب قهرمان مسابقات سریع آسیا رده سنی زیر ۲۰ سال ۱۳۹۶
- نائب قهرمان کشور مرحله اول ودوم رده سنی زیر ۱۴ سال ۱۳۹۵
- نائب قهرمان مرحله اول کشور رده سنی زیر ۲۰سال ۱۳۹۵
- مقام سوم کشور در رده سنی زیر ۱۴ سال دختران ۱۳۹۴
- قهرمان کشور در رده سنی زیر ۲۰ سال دختران ۱۳۹۴
- قهرمان کشور در رده سنی زیر ۱۲ سال ۱۳۹۳
- مقام سوم مسابقات قهرمانی کشور رده سنی زیر ۱۲سال ۱۳۹۲